# Zephyranthes chrysantha
Zephyranthes chrysantha là một loài thực vật có hoa trong họ Amaryllidaceae. Loài này được Greenm. & C.H.Thomps. miêu tả khoa học đầu tiên năm 1914.